# Chocolate con pimienta
Chocolate con pimienta (en portugués: Chocolate com pimenta) es una telenovela brasileña, producida por TV Globo y emitida entre el 8 de septiembre de 2003 y el 7 de mayo de 2004.
Basado en la opereta La viuda alegre de Franz Lehár e en la obra La visita de la anciana dama de Friedrich Dürrenmatt. Escrita por Walcyr Carrasco, con la colaboración de Thelma Guedes, dirigida por Jorge Fernando, Fabrício Mamberti y Fred Mayrink, con la dirección general de Fabrício Mamberti sobre núcleo de Jorge Fernando.
Protagonizada por Mariana Ximenes y Murilo Benício, con las participaciones antagónicas de Priscila Fantin, Tarcísio Filho, Lília Cabral, Fúlvio Stefanini, Nívea Stelmann y los primeros actores Claudio Corrêa e Castro y  Elizabeth Savalla y la actuación estelar de Drica Moraes, Marcello Novaes, el primer actor  Ary Fontoura y la actuación especial de los primeros actores Carlos Alberto	y Miriam Pires.

## Historia

### Sinopsis
"Chocolate con Pimienta" es una comedia romántica, que está ambientada en la Ficticia ciudad de Ventura, en Brasil, además la principal fuente económica de la ciudad es una fábrica de chocolates.
Ana Francisca (Mariana Ximenes), es una joven dulce, delicada, ingenua y romántica, que ha vivido toda su vida en el campo con su padre, hasta que un día su padre fue asesinado y esta joven, sin dinero y dolida por aquel trágico hecho, se ve obligada a dirigirse a la ciudad de Ventura en la que vive la única familia que le queda. En la ciudad de Ventura conoce al amor de su vida, Danilo(Murilo Benício), pero deberán pasar muchas pruebas para poder ser felices, pues desde que ella llega a la ciudad se verá enfrentada con Olga (Priscila Fantin), quien es una hermosa mujer que hará lo que sea por quedarse con el amor de Danilo y jamás entenderá cómo Danilo se puede fijar en una "patas chuecas" - como llama a Aninha -.
Ana Francisca(Aninha) se siente humillada y despreciada por todos las personas de Ventura. En la fábrica de chocolates conoce a su gran amigo, Ludovico (Ary Fontoura), que resulta ser el dueño de la fábrica.  Tras ser avergonzada en el baile de graduación y sufrir la burla de los demás, promete que algún día se vengará. 
Ayudada por Ludovico, decide casarse con él para que su bebé tenga un padre y así ella acepta viajar a Buenos Aires para que poder dar a luz a su hijo, quien es realmente hijo de Danilo. Pero después de la muerte de Ludovico, Aninha regresa a Ventura como dueña de la fábrica de chocolates y para enfrentar a todos los que un día la despreciaron.

## Producción
- Un gran suceso: Chocolate con Pimenta registró un promedio general de 40 puntos, caso raro tratándose del horario de las 6, el horario de novelas de menor audiencia de Globo, siendo superada por Alma Gêmea, también de Walcyr.
- Fue la última novela en la cual el actor Cláudio Corrêa e Castro participó de principio a fin. Corrêa e Castro, fallecido en 2005, había tenido una participación especial en la novela Senhora do Destino, poco después de final de Chocolate con Pimenta.
- La trama, en un principio, sería ambientada en la época actual. Pero Walcyr Carrasco llevó la acción a la década del 20. "El humor empimientado funciona mejor en novelas de época", explicó el autor.

## Reparto

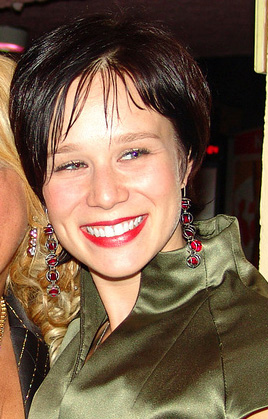
Mariana Ximenes.

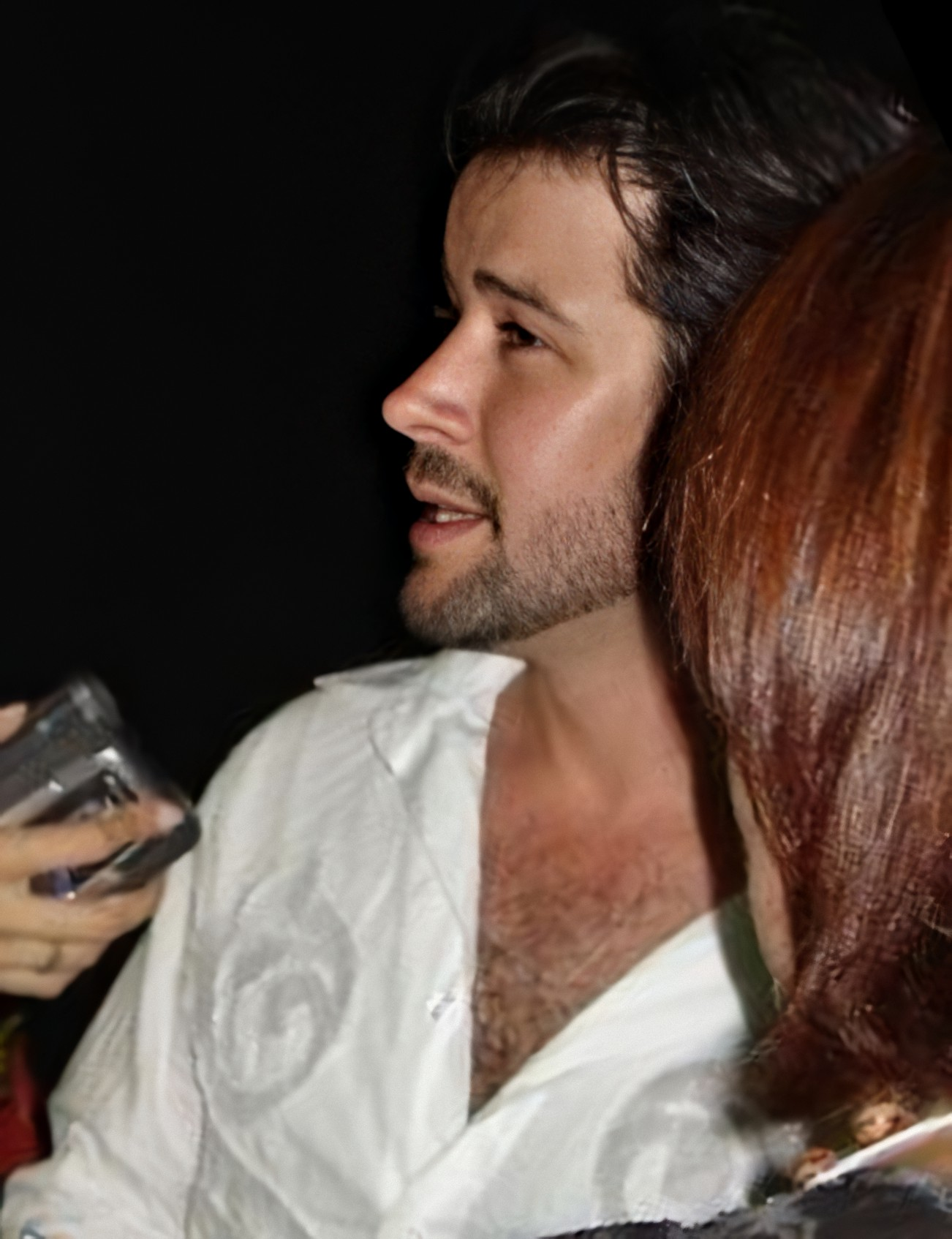
Murilo Benício.

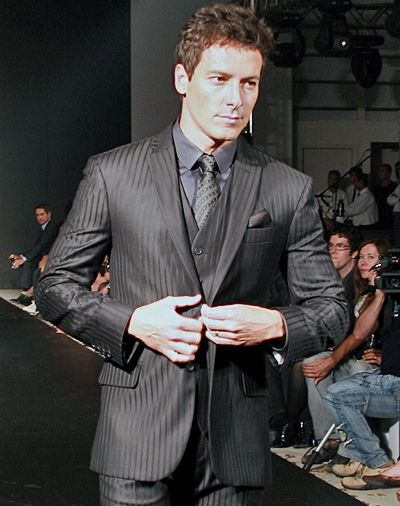
Rodrigo Faro.

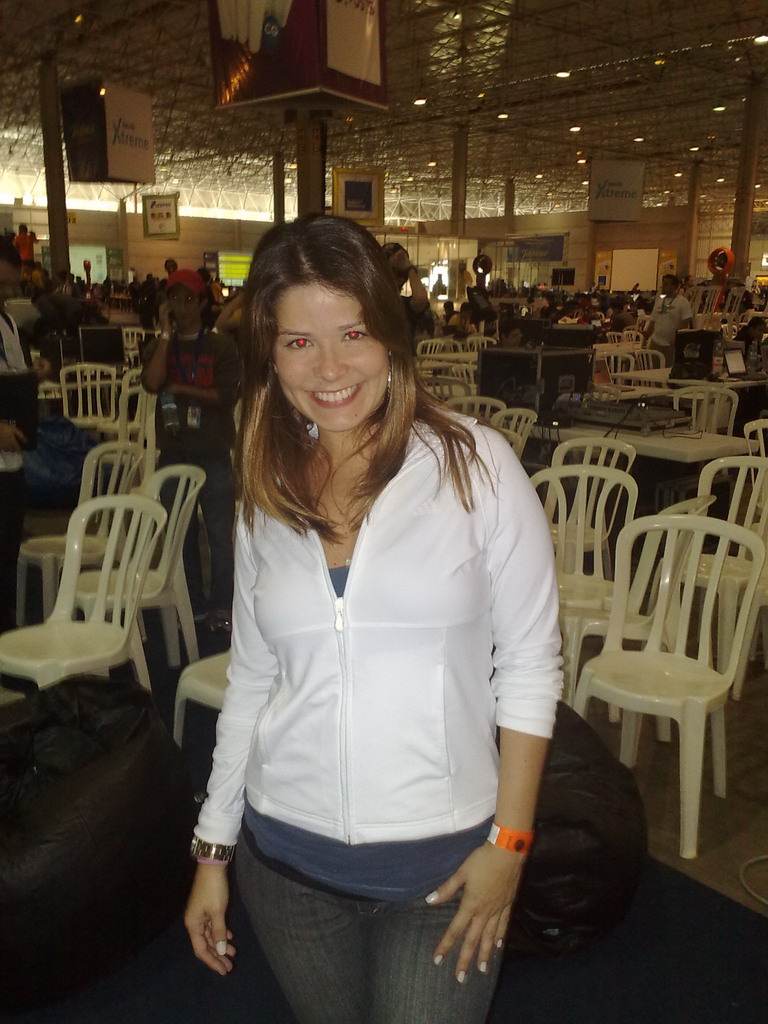
Samara Felippo.

| Actor                   | Personaje                                           |
| ----------------------- | --------------------------------------------------- |
| Mariana Ximenes         | Ana Francisca Mariano da Silva Albuquerque (Aninha) |
| Murilo Benício          | Danilo Albuquerque                                  |
| Priscila Fantin         | Olga Gonçalves Lima                                 |
| Elizabeth Savalla       | Jezebel do Canto e Melo                             |
| Ary Fontoura            | Ludovico do Canto e Melo                            |
| Drica Moraes            | Márcia Mariano da Silva                             |
| Marcello Novaes         | Timóteo Mariano da Silva                            |
| Tarcísio Filho          | Sebastian von Burgo                                 |
| Samara Felippo          | Celina Costa Andrade                                |
| Fúlvio Stefanini        | Prefeito Vivaldo Albuquerque                        |
| Lília Cabral            | Bárbara Albuquerque                                 |
| Laura Cardoso           | Carmem da Silva                                     |
| Osmar Prado             | Margarido da Silva                                  |
| Nívea Stelmann          | Maria da Graça Costa Andrade (Graça)                |
| Rodrigo Faro            | Guilherme Oliveira Fernandes                        |
| Ângelo Paes Leme        | José Rufino Peixoto (Soldado Peixoto)               |
| Caco Ciocler            | Miguel Torres                                       |
| Kayky Brito             | Bernadete do Canto e Melo (Bernardo)                |
| Luiza Curvo             | Cássia Gonçalves Lima                               |
| Carla Daniel            | Dália Silva                                         |
| Rosamaria Murtinho      | Margot Oliveira Fernandes                           |
| Cláudio Corrêa e Castro | Conde Klaus von Burgo                               |
| Guilherme Vieira        | Antônio da Silva Canto e Melo (Tonico)              |
| Denise Del Vecchio      | Dona Mocinha da Silva                               |
| Antônio Grassi          | Reginaldo Andrade                                   |
| Ary França              | Epaminondas Xavier                                  |
| Ernani Moraes           | Terêncio Lima                                       |
| Rosane Gofman           | Roseli Castro Fritz                                 |
| Guilherme Piva          | Dr. Paulo Bentes                                    |
| Tânia Bondezan          | Marieta Gonçalves Lima                              |
| Alexandre Barillari     | Alberto Lares (Beto)                                |
| Mônica Carvalho         | Gigi                                                |
| Renato Rabello          | Padre Eurico                                        |
| Ricardo Martins         | Quincas (Joaquim)                                   |
| Juliana Alves           | Selma                                               |
| Sabrina Rosa            | Vera                                                |
| Victor Pecoraro         | Maurício von Burgo                                  |
| Andréa Avancini         | Yvete                                               |
| Hilda Rebello           | Matilde                                             |
| Marcelo Barros          | Araújo                                              |
| Viviane Porto           | Inácia                                              |
| Yeda Dantas             | Cândida Gomes                                       |
| Marcela Barrozo         | Estela Albuquerque (Estelinha)                      |
| Luiz Antônio            | Joia                                                |
| Samuel Mello            | Vinícius (Beleza)                                   |
| Maria Maya              | Liliane Campos Soares (Lili)                        |
| Bruno Pereira           | Thiago                                              |
| Gabriel Azevedo         | Fabrício                                            |
| Sabrina de Souza        | Darlene                                             |
| Marcos Frota            | Morcego Voador                                      |
| Patrícia França         | Lic. Sofia Menezes                                  |
| Carlos Alberto          | Juez Almerindo Mendes                               |
| Lucinha Lins            | Elvira Albuquerque                                  |
| Miriam Pires            | Dona Hortênsia                                      |
| Roberto Bomtempo        | Juvenal                                             |
| Jorge Fernando          | Payaso Crispim                                      |
| Ana Ariel               | Dinorá                                              |
| Roberto Frota           | Dr. Eusébio                                         |
| Narjara Turetta         | Rosa                                                |
| Lucy Mafra              | Venúsia                                             |
| Cássia Linhares         | Nádia                                               |
| Malu Valle              | Ismênia                                             |
| Jardel Mello            | Romão                                               |
| Isaac Bardavid          | Paulo                                               |
| Gustavo Ottoni          | Meirinho                                            |
| Marco Miranda           | Ladislau                                            |
| Odilon Wagner           | Jean Felipe                                         |
| Charles Myara           | Juca                                                |
| Maria Sílvia            | Dona Micaela                                        |
| Cláudia Borioni         | Madre Teresa                                        |
| Mário César Camargo     | Elias                                               |
| Fernanda Lobo           | Lulu Parmê                                          |
| Renato Chocair          | Eugênio                                             |
| Francisco Fortes        | Astolfo                                             |
| Rosina Lobosco          | Pureza                                              |
| Daniel Barcellos        | Amadeu                                              |
| Élida L'Astorina        | Paula Rezende                                       |
| Lauro Góes              | Leonardo Albuquerque                                |
| Sérgio Fonta            | Lael                                                |
| Keruse Bongiolo         | Camélia Duarte Rodrigues                            |

## Temas Musicales

### Chocolate com Pimenta Vol. 1
1. Além do Arco Íris (Over the Rainbow) - Luiza Possi (tema de Ana Francisca)
2. Tristeza do Jeca - Zezé di Camargo & Luciano (tema de Timoteo, tema de la granja)
3. Sensação (Baby Face) - KLB (tema cómico / tema de localización)
4. Encontro (Por um instante o Amor) (L' Incontro) - Fábio Nestares (tema de Aninha y Danilo)
5. Toda Vez Que Eu Digo Adeus (Everytime We Say Goodbye) - Cássia Eller (tema romántico de Olga)
6. Voa Bicho - Milton Nascimento (tema de la familia de Aninha)
7. Pra Lembrar de Nós - Flávio Venturini (tema de Danilo)
8. Tá-hi (Pra você gostar de min) - Eduardo Dusek (tema de Márcia)
9. Urubu Malandro - Abraçando Jacaré (tema cómico de Vivaldo)
10. Sensível Demais - Nalanda (tema de Celina y Guillermo)
11. Valsa Brasileira - Luiz Melodía (tema triste romántico)
12. De um Jeito Que Não Sai - Leila Pinheiro (tema de Graça)
13. Apanhei-te Mini Moog - Mú Carvalho (tema triste)
14. Chocolate com Pimenta - Deborah Blando (tema de apertura)

### Chocolate com Pimenta Vol. 2Internacional
1. I´m in the Mood for Love - Rod Stewart (tema romántico / tema de Cássia y Bernardo)
2. Everytime We Say Goodbye - Steve Tyrell (tema romántico)
3. Hey There - Bette Midler
4. (Somewhere) Over the Rainbow - Zizi Possi (tema de Aninha)
5. In the Mood - Glenn Miller (tema de la ciudad de Ventura)
6. Puttin' on the Ritz - Fred Astaire
7. Night and Day - Ella Fitzgerald (tema de Aninha y Miguel)
8. Mack the Knife (Moritait) - Louis Armstrong
9. Stormy Weather (Keeps Rainin´all the Time) - Etta James (tema romántico)
10. Lover - John Williams & Boston Pops Orchestra
11. Chocolate Waltz - The John Windsor Company (tema de la fábrica de chocolates)
12. Good Old Times - Swinging Jellys (tema cómico)
13. Curly Little Girl - Charlie Robins Band (tema cómico)

### Música incluida
- O Sol da Noite em Les Baux - Mú Carvalho (tema de Ludovico y Aninha / tema de localización: Buenos Aires)
- Odeon Big Band - Mú Carvalho (tema de localización: Ciudad de Ventura)